# Tombeau de Clément XIV
Le Tombeau de Clément XIV est un monument funéraire de marbre sculpté par Antonio Canova entre 1783 et 1787. Il se trouve dans la basilique des Saints-Apôtres à Rome.

## Présentation
Le tombeau du pape Clément XIV est un monument en marbre de style néoclassique réalisé par le sculpteur vénitien Antonio Canova. Il se trouve dans la basilique des Saints-Apôtres de Rome, église dont Clément XIV (1705-1774), lui-même membre de l'Ordre des Franciscains conventuels -  était le cardinal-prêtre avant d'être élu souverain pontife. Basilique et couvent y attenant sont sous la juridiction des Franciscains Conventuels, dont c'est la curie généralice.
Le monument a été commandé par le marchand Carlo Giorgi et achevé en 1787, treize ans après la mort du pape. Les matériaux utilisés sont le marbre de Carrare et la lumachelle.
Une réplique en plâtre de ce tombeau est conservée à la Gipsoteca canoviana de Possagno.